# Adolph Fischer
Adolph Fischer (Bremen, Alemania, 1858–Chicago, Estados Unidos, 11 de noviembre de 1887) fue un anarquista y sindicalista juzgado y ejecutado a causa de la revuelta de Haymarket.

## Primeros años
Nació en Bremen y acudió durante 10 años a la escuela. Su padre frecuentemente asistía a mítines socialistas, pero en la escuela enseñaron a Fischer que el socialismo era un estilo de vida pernicioso. Sin embargo, tras observar las condiciones laborales en Alemania, Fischer llegó a la conclusión opuesta.
Fischer emigró a los Estados Unidos en 1873 a los 15 años de edad. Allí fue aprendiz en una imprenta en Little Rock. Más tarde, en 1879, se trasladó a San Luis, donde se unió a la German Typographical Union. En 1881 se casó con Johanna Pfauntz. Tuvieron una hija y dos hijos). Ese mismo año Adolph y su familia se trasladaron a Nashville, donde trabajó como compositor para el Anzeiger des Südens, un periódico para inmigrantes alemanes.
En 1883 se mudaron a Chicago, trabajando como impresor para el Chicagoer Arbeiter-Zeitung, un periódico obrerista dirigido por August Spies y Michael Schwab.  Por ellos se unió a la International Working Person's Association y el Lehr-und-Wehr Verein, una rama radical conformada a fin de enseñar a los obreros a autodefenderse.[cita requerida]

## Los hechos de Haymarket

### Momentos previos
Tras los incidentes en la McCormick Reaper Plant el 3 de mayo de 1886, en los que algunos trabajadores fueron asesinados, Fischer asistió a un mitin en Greif's Hall, en la calle Lake, para formular una respuesta. Esta será la infame "Monday Night Conspiracy" (Conspiración del lunes por la noche) que la acusación utilizará para probar un supuesto conocimiento previo del atentado que se iba a cometer el día siguiente. También asistió George Engel y Godfried Waller, quien presidió el mitin y que más tarde testificaría a favor del Estado a cambio de inmunidad (Waller fue arrestado tras el atentado)
La reunión concluyó con la idea de celebrar un mitin la noche siguiente en Haymarket. Fischer era el encargado de imprimir las octavillas anunciando el evento. Los primeros panfletos, que estaban escritos en inglés y alemán, contenían la frase "Workingmen, arm yourselves and appear in full force" ("Obreros, armaos y manifestaos en toda vuestra fuerza"). Spies, que había sido invitado a hablar en el mitin se opuso y esta línea fue finalmente suprimida, por lo que Fischer preparó otra circular sin la polémica frase.

### La revuelta
Fischer asistió a la reunión en Haymarket a la noche siguiente y escuchó los discursos de Spies, Albert Parsons, y Samuel Fielden. Finalizando el discurso de Fielden, fue a un bar llamado  Zepf's Hall, lugar en que estaba cuando explotó la bomba y a continuación se desataron los incidentes. Luego de los hechos, se fue a su domicilio. Fue arrestado al día siguiente. Según sostuvo la policía, cuando fue arrestado estaba en posesión de un revólver cargado y detonantes para fabricar una bomba.

### Juicio
La prueba presentada contra Fischer durante el juicio se basó principalmente en su papel durante la "Monday Night Conspiracy" y sus tareas como impresor de las octavillas para el mitin de Haymarket. Su asociación a la Lehr und Wehr Verein fue también señalada. Waller testificó que Fischer había sido uno de los que propuso realizar la reunión de Haymarket (Fischer sostuvo que fue Waller) y lo acusó de instigar los ataques a la policía. También alegó que Fischer le había dado una bomba que sería luego arrojada a la policía. Otro testigo declaró que Fischer estaba junto a quien lanzó la bomba en el momento del atentado.
Fischer fue acusado junto a los otros ocho, y condenado a muerte en la horca.
Algunos de sus compañeros solicitaron clemencia al gobernador de Illinois Richard James Oglesby, pero Fischer rechazó esta petición. Fue ejecutado el 11 de noviembre de 1887 con Spies, Parsons y George Engel.  Sus últimas palabras fueron "Hurrah for Anarchy!  This is the happiest moment of my life!"("¡Viva la anarquía. Este es el momento más feliz de mi vida!").
Tras la muerte de Adolph, su esposa Johanna e hijos retornaron a San Luis y vivieron cerca de su hermano Rudolph Pfountz, en Maplewood, un suburbio de San Luis.